# استوديو سيك
استوديو 26 أبريل  ( (الكورية: 조선4·26만화영화촬영소) هو استوديو رسوم متحركة حكومي في كوريا الشمالية، ومقره في، المنطقة المركزية في بيونغ يانغ.

## التاريخ
بدأ الاستوديو عملياته في سبتمبر/ايلول 1957، تحت اسم استوديو 4/26 لأفلام الأطفال (4.26아동영화촬영소).
عمل استوديو SEK مع رسامي الرسوم المتحركة والشركات الأجنبية بتكرار نسبي لعملية كورية شمالية طوال الثمانينيات والتسعينيات والعقد الأول من الالفية. في عام 1985، بدأت في الشركات البث الاوربية بالاستعانة باستوديوهات اجنبية لانتاج وكان من ضمنها استوديو SEK. كما قام الاستوديو بالتعاقد كاستوديو مساعد بأكثر من 250 عمل انميشن أجنبي. حيث عملوا بشكل أساسي على كاستوديو مساعد مع منتجي الانميشن الروسية والإيطالية والفرنسية والإسبانية والصينية، كما تم الاستعانة بالاستوديو لانتاج الرسوم المتحركة الأمريكية بطريقة غير مباشرة.
قامت SEK بالعمل على العديد من الانتاجات مع موندو تي في، بما في ذلك بوكا هانتس  وسيمبا الأسد الملك،  (بسبب هذين الاثنين، يتم التضليل مرارًا وتكرارًا ان الاستوديو قد عمل لصالح شركة والت ديزني ). أنتجت SEK أيضًا أفلامًا مثل فلم الخيال العلمي الفرنسي Gandahar وفلم الفنتازية الكوري المشترك Empress Chung.
يتم الاشارة الى الاستوديو باسم SEK والذي يرمز إلى Scientific Educational Korea "التربية العلمية الكورية" وكان اول استخدم لهذا الاسم في عام 1997 من أجل المشاركة في مهرجان بارس لانيمشن في فرنسا.
وفقًا لـ Cinemaweb، "كان فيلم أل سيمبسون هو المشروع الأمريكي الأبرز الذي شاركت SEK فيه، بينما كانت المشاريع الأخرى التي شارك فيها الاستوديو هي "فيوتشوراما:نتجة بيندر الكبيرة, بالاضافة الى العمل على احدى الحلقات من آفاتار: أسطورة أنج ".  وفقًا لمجلس الكوري لافلام، تم الاستعانة بالاستوديو لانتاج الحلقة 72 من سلاحف النينجا (2003).
في الآونة الأخيرة، انخفض تعاون الاستوديو مع الاستوديوهات الدولية بشكل ملحوظ، حيث شارك فقط مع بعض الاستوديوهات الصينينة في إنتاج المحتوى.  ويمكن أن يعزى هذا إلى حد كبير إلى توتر العلاقات بين كوريا الشمالية والدول الغربية، وخاصة الولايات المتحدة.  شارك استوديو SEK في "معرض شيجياتشوانغ الدولي للرسوم المتحركة" في 30 سبتمبر/ايلول 2014. ومن المتوقع أن يقدم استوديو SEK نوعًا جديدًا من الرسوم المتحركة من فئة نوع الخيال العلمي.  منذ عام 2010، تعاقد استوديو SEK مع العديد من استوديوهات الانميشن الصينية وتم الاستعانة به كاستديو مساعد في العديد من المسلسلات التلفزيونية الصينية و برامج الانميشن على الانترنيت, اضافة الى المشاركة بانتاج رسومات الألعاب والإعلانات التجارية.  تتابع SEK حاليًا العمل على مشاريع واسعة النطاق مع شركات الانميشن في الصين. 
وبحسب صحيفة بيونغ يانغ تايمز، فإن الاستوديو يساعد الأطفال على تطوير مهارات الحكم والتفكير والاستدلال، كما يساهم الاستوديو في التثقيف الفكري والأيديولوجي للشعب، رافضًا إنشاء الانميشن كنوع من الكاريكاتورية للتسلية البحتة.
وفي ديسمبر/كانون الاول 2021، اتهمت وزارة الخزانة الأمريكية استوديو SEK والشركات والأفراد المرتبطين بها، باستغلال العمال الكوريين الشماليين لكسب السيولة الأجنبية وتجنب العقوبات المفروضة على كوريا الشمالية. في نيسان/أبريل عام 2024 ، كشف تسريب سيرفر الاستوديو أن بعض الانتاجات الامريكية التي انتجت لصالح وارنربرذرز وامازون برايم مثل المنيع وايونو:الطفل المعجزة قد تم العمل عليه من قبل الاستوديو الكوري ، بالاضافة الى بعض اعمال الأنمي اليابانية مثل Dahlia in Bloom قد عمل عليه الاخرى، على الرغم من العقوبات المفروضة على كلاً من الاستوديو والنظام الكوري الشمالي.

### أسماء سابقة
تأسس استوديو SEK في عام 1957 باسم استوديو 26 أبريل/نيسان.
استوديو تشوسون الوطني للأفلام – معهد بحوث أفلام الرسوم المتحركة للدمى (1957~1959)
استوديو تشوسون الوطني للأفلام – استوديو أفلام الرسوم المتحركة (1959~1960)
استوديو تشوسون الوطني للأفلام – إنتاج أفلام الرسوم المتحركة (1960~1964)
استوديو أفلام تشوسون للأطفال (1964~1971)
ستوديو تشوسون لأفلام تعليم العلوم – فريق إنتاج أفلام الرسوم المتحركة (1971~1980)
ستوديو تشوسون لأفلام تعليم العلوم – فريق إنتاج أفلام الأطفال (1980~1996)
استوديو أفلام تشوسون 4.26 للأطفال (1996~2013)
ستوديو 26 ابرايل لرسوم المتحركة الكورية (2013~)

## استوديو SEK حالياً
اعتبارًا من عام 2003، وظف SEK استوديو أكثر من 1500 الى 1600 شخص وتعاقد مع أكثر من 70 شركة من جميع أنحاء العالم، بما في ذلك شركات من اوربا وكوريا الجنوبية والصين وكندا والولايات المتحدة. بعد تجديد الاستوديو بالمعدات الحديثة، تم تخفيض عدد الموظفين في الاستوديو لحوالي 500 موظف. هناك 11 فريق إنتاج الانميشن في استوديو SEK، تسعة من الفرق مسؤولة عن عقود العمل الاجنبية، وفريقين ينتجان الرسوم المتحركة المحلية.  وفقا لمراجعي الانميشن، يعد SEK هو استوديو الانميشن رقم 85 الأكثر تأثيرًا على الإطلاق.  معظم موظفي استوديو SEK من خريجي أكاديمية بيونغ يانغ للفنون، وقد أنشأ استوديو SEK معهدًا للتدريب لتعليم التحريك لتدريب الطلاب الناشئين.
في عام 2014، تعاون الاستوديو مع الشركات الصينية لإنشاء مكتب في بكين. استثمر استوديو SEK أيضًا 70 ألف دولار في الشركات الصينية. معظم الموظفين في العشرينات من عمرهم.
تعتبر الكثير من الأعمال التي تنتجها استوديو SEK بمثابة بروغباندا للأطفال الكوريين، حيث أن استوديو SEK مملوكة للدولة الكورية الشمالية وتقوم بإنشاء انميشن مخصصة لجمهور اليافع.

## قائمة الانتاجات
قام استوديو SEK بالمساعدة بانتاج العروض التالية:

### عروض تلفيزيونية
أنتج استوديو SEK أكثر من 300 عمل انميشن

### اعمال الاستوديو كستوديو مساعد
القائمة أدناه هي جزء من الأعمال التي تم الاستعانة بمصادر خارجية بواسطة استوديو SEK.

### الافلام
| عنوان                                      | سنة  | ملحوظات                                                           |  |
| ------------------------------------------ | ---- | ----------------------------------------------------------------- |  |
| فيوتشوراما: نتجة يبندر الكبيرة             | 2007 | تم الاستعانة بالاستوديو كاستوديو مساعد بواسطة Rough Draft Studios |  |
| ال سيمسون (الفيلم)                         | 2007 | تم الاستعانة بالاستوديو كاستوديو مساعد بواسطة Rough Draft Studios |  |
| الجندي الصغير تشانغ جا                     | 2005 |                                                                   |  |
| Le petit Wang                              | 2005 |                                                                   |  |
| تنتاكولينو                                 | 2004 | من إنتاج موندو تي في                                              |  |
| Corto Maltese, la cour secrète des arcanes | 2002 |                                                                   |  |
| أسطورة تيتانيك                             | 1999 | من إنتاج موندو تي في                                              |  |
| غندهار ( السنة الضوئية )                   | 1988 | [ 4 ]                                                             |  |
| كيف تم إنقاذ وانغ فو                       | 1987 |                                                                   |  |

## في الثقافة الشعبية
وثق رسام الكاريكاتير الكندي قاي ديليسل تجاربته أثناء العمل في استوديو SEK في روايته المصورة، بيونغ يانغ: رحلة في كوريا الشمالية،  اذ عمل مع استوديو SEK كونه احد الاستوديوهات المساعدة بانتاج Corto Maltese.

## أنظر أيضا
- الرسوم المتحركة الكورية
- قائمة استوديوهات الرسوم المتحركة